# Melodifestivalen 1963

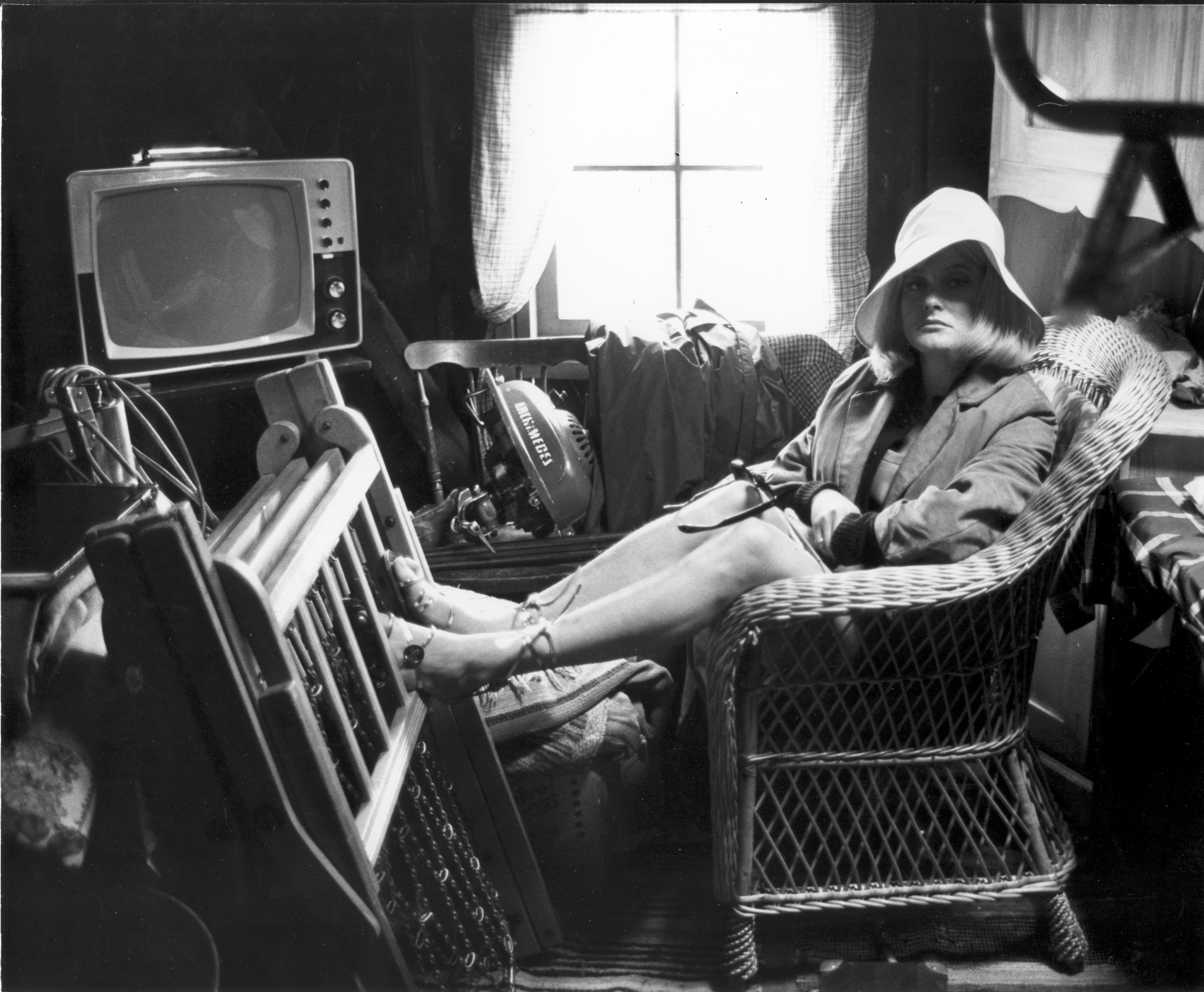
Monica Zetterlund

El Melodifestivalen de este año tuvo lugar el 16 de febrero en el Cirkus de  Estocolmo. La presentación corrió a cargo de Sven Lindahl, siendo los directores de orquesta William Lind y Göte Wilhelmsson.
Como en años anteriores, cada canción era interpretada por dos artistas diferentes. Monica Zetterlund sería la representante de Suecia en Eurovisión consiguiendo cero puntos.

## Resultado
1. Monica Zetterlund / Carli Tornehave - "En gång i Stockholm"
2. Gerd Söderberg / Charlie Norman, Rolf Berg & Hans Burman - "Storstadsmelodi"
3. Carli Tornehave / Lars Lönndahl - "Twist till menuett"

### Temas sin clasificación
- Ann-Louise Hanson / Per Lindqvist & Ulf Lindqvist - "Zum, zum lilla sommarbi"
- Tommy Jacobsson / Bertil Englund - "Fröken Eko"
- Anna-Lena Löfgren / Ann-Louise Hanson - "Säg varför"
- Lars Lönndahl / Gunnar Wiklund - "Vårens flickparad"
- Charlie Norman, Rolf Berg & Hans Burman / Gerd Söderberg - "Hong Kong-sång"
- Per Lindqvist & Ulf Lindqvist / Lily Berglund - "Rosen och vinden"
- Lily Berglund / Mona Grain - "Sen igår är vi kära"
- Gunnar Wiklund / Tommy Jacobsson - "Scheherazade"
- Mona Grain / Ann-Catrine Widlund - "Jag är så trött på allt det här"